# National Electronic Distributors Association
National Electronic Distributors Association, eller NEDA, är en branschorganisation i USA av tillverkare och distributörer.
Sammanslutningen samarbetar i standardiseringen av namn för komponenter, såsom batterier. NEDA citeras ofta av Amerikanska tillverkare, tillsammans med ANSI, för namn på komponenter.[källa behövs]